# Fleetwings BQ-1
El Fleetwings BQ-1 fue uno de los primeros vehículos aéreos no tripulados desechables (llamados en su época "drones de asalto"), desarrollado por Fleetwings durante la Segunda Guerra Mundial para ser usado por las Fuerzas Aéreas del Ejército de los Estados Unidos. Solo se construyó un único ejemplar, siendo cancelado el programa después de que se estrellara el prototipo en su primer vuelo.

## Desarrollo
El desarrollo del BQ-1 comenzó el 10 de julio de 1942, bajo un programa para el desarrollo de "torpedos aéreos" (aviones no tripulados que llevaban bombas internamente), que había sido fomentado en marzo del mismo año. Fleetwings fue contratada para construir un único dron de asalto XBQ-1, propulsado por dos motores bóxer Franklin O-405-7, y equipado con un tren de aterrizaje fijo en configuración de triciclo. El avión se podía pilotar opcionalmente; se instaló una cabina monoplaza para los vuelos de traslado y de entrenamiento; se podía reemplazar la cubierta de la cabina por un carenado en las misiones operacionales. El BQ-1 estaba destinado a llevar una cabeza de guerra de 910 kg (2000 lb) a más de 2763 km, a 362 km/h; el avión sería destruido al impactar contra el blanco. Un solo BQ-2 se construiría también bajo el mismo contrato.

### Pruebas de vuelo
Después de realizarse pruebas del sistema de guiado por televisión usando un dron PQ-12, y unas pruebas anteriores del XBQ-2A, el XBQ-1 voló en mayo de 1944; sin embargo, el avión se estrelló en su primer vuelo. Tras la pérdida del único prototipo del BQ-1, el proyecto fue cancelado.

## Operadores
Estados Unidos
- Fuerzas Aéreas del Ejército de los Estados Unidos

## Especificaciones (XBQ-1)
Referencia datos: Parsch 2005

### Características generales
- Tripulación: Uno (piloto, opcional)
- Envergadura: 14,8 m (48,6 ft)
- Peso cargado: 3493 kg (7698,6 lb)
- Planta motriz: 2× motor bóxer de seis cilindros refrigerado por aire Franklin O-405-7.
  - Potencia: 168 kW (232 HP; 228 CV) cada uno.

### Rendimiento
- Velocidad crucero (Vc): 362 km/h (225 MPH; 195 kt)
- Alcance: 2763 km (1492 nmi; 1717 mi)

### Armamento
- Otros: 

  - Cabeza de guerra de 910 kg (2000 lb)

## Aeronaves relacionadas

### Desarrollos relacionados
- Fleetwings BQ-2

### Aeronaves similares
- Fairchild BQ-3
- Interstate TDR

### Secuencias de designación
- Secuencia BQ-_ (Aviones no tripulados de las USAAF (bombas controlables, 1942-1945)): BQ-1 - BQ-2 - BQ-3 - BQ-4 →